# Aborigines (Rome)

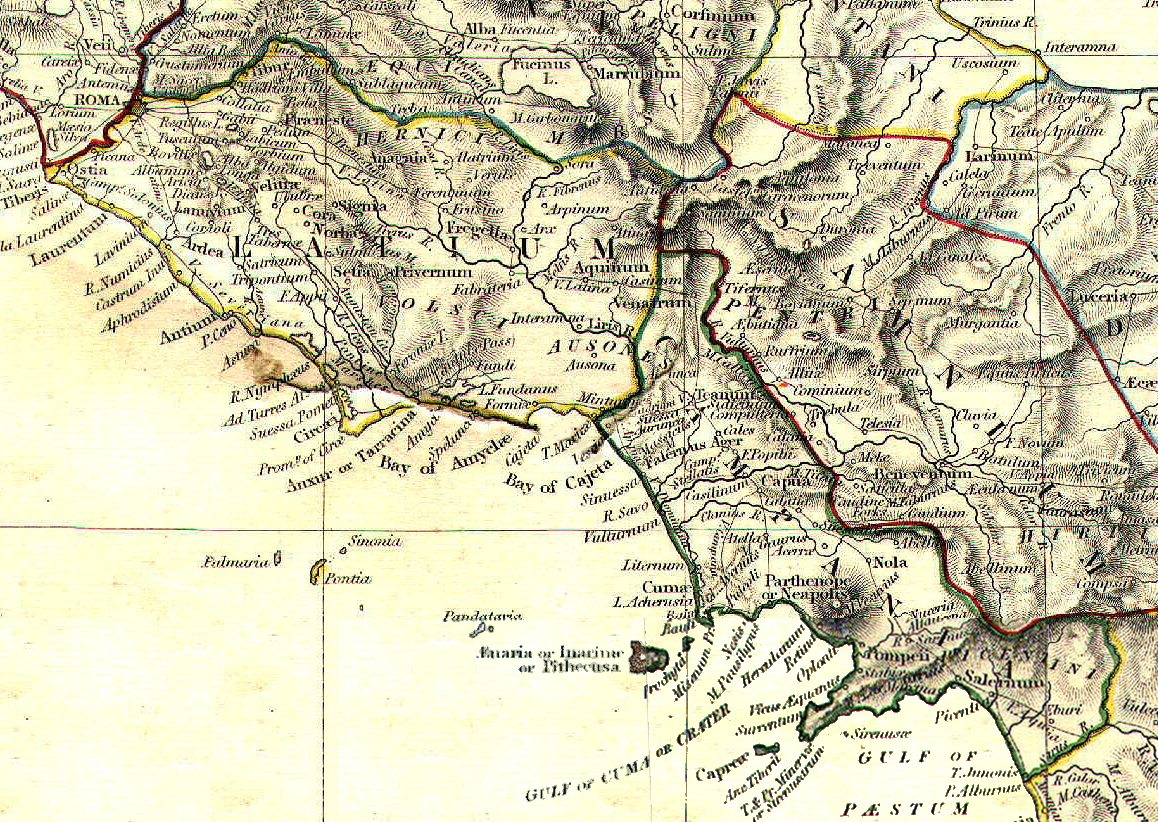
Referentie kaart voor het Romeinserijk

De Aborigines (< ab ["vanaf"] + origines ("oorsprong")) waren de oudste, mythische bewoners van Italië. De naam betekent: "die er van het eerste begin af geweest zijn."
In de legenden die over de oudste Romeinse geschiedenis verhalen wordt deze naam gegeven aan een stam, die in het land van de Sabijnen zijn woonplaats had. Men heeft de naam Aborigines ook verklaard als een verkorting van Arborigines, d.i. "uit bomen geborenen." Zo zouden ze nog meer verwantschap krijgen met de Griekse autochthonoi.
De Aborigines werden voorgesteld als ruwe en onbeschaafde mensen, die bossen of holen tot woning kozen en zich voedden met boomvruchten, die zonder orde of wet leefden, geen akkerbouw kenden en geen enkele hogere behoefte voelden.